# سبوكان فالي (واشنطن)
سبوكان فالي (بالإنجليزية: Spokane Valley)‏ هي إحدى مدن ولاية واشنطن في الولايات المتحدة الأمريكية.